# Euphausia similis
Euphausia similis är en kräftdjursart som beskrevs av Georg Ossian Sars 1883. Euphausia similis ingår i släktet Euphausia och familjen lysräkor. Inga underarter finns listade i Catalogue of Life.